# Кофта

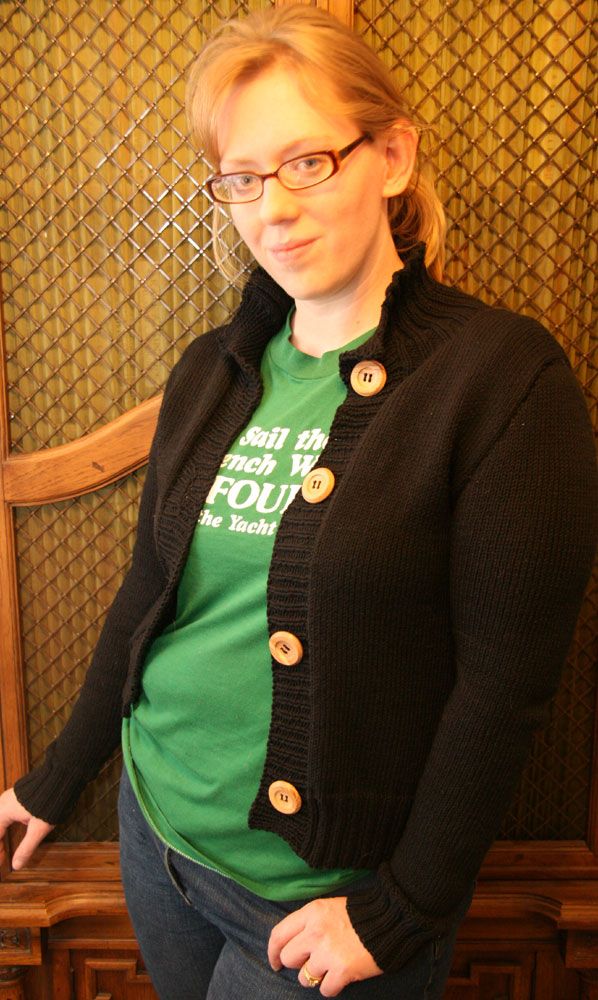
Дівчина в кофті

Ко́фта (запозичення з германських мов: пор. ниж.-нім. kuft, швед. kofta; менш ймовірне пов'язання з «кафтан») — вовняний в'язаний одяг для верхньої частини тіла з застібкою знизу доверху спереду. Наявність застібки — відмітна ознака кофти. Нині в кофтах частіше використовується застібка не так на ґудзиках, як на блискавках.

## Історія
Кофта, як предмет одягу, відома багато століть. За деякими даними, кофти в'язали і носили ще в стародавньому Єгипті. Абсолютно точно відомо, що кофти як утеплювальний шар одягу носили в Європі, починаючи з XIII століття.
Кофта стала основою для появи інших предметів плечового в'язаного одягу — светрів, пуловерів, джемперів, жакетів. Варто відзначити, що навіть якщо у кофти високий комір, який застібається, її вірніше називати кофтою, а не светром.

## Кардиган
Одним з різновидів кофти є кардиган (англ. cardigan) — в'язаний вовняний жакет по фігурі, без коміра, з глибоким вирізом, на ґудзиках.
Названий на честь сьомого графа Джеймса Кардігана, якому приписують винахід цього предмета одягу з метою утеплення форменого мундира.